# Lloydia serotina
Lloydia serotina är en liljeväxtart som först beskrevs av Carl von Linné, och fick sitt nu gällande namn av Heinrich Gottlieb Ludwig Reichenbach. Lloydia serotina ingår i släktet Lloydia och familjen liljeväxter.
Arten förekommer i arktiska regioner och i höga bergstrakter. Den når en höjd av cirka 15 cm och har blad som liknar gräs. Blommans kronblad är vita med röda linjer i mitten. Lloydia serotina blommar under tidiga sommaren.

## Underarter
Arten delas in i följande underarter:
- L. s. flava
- L. s. serotina

## Bildgalleri

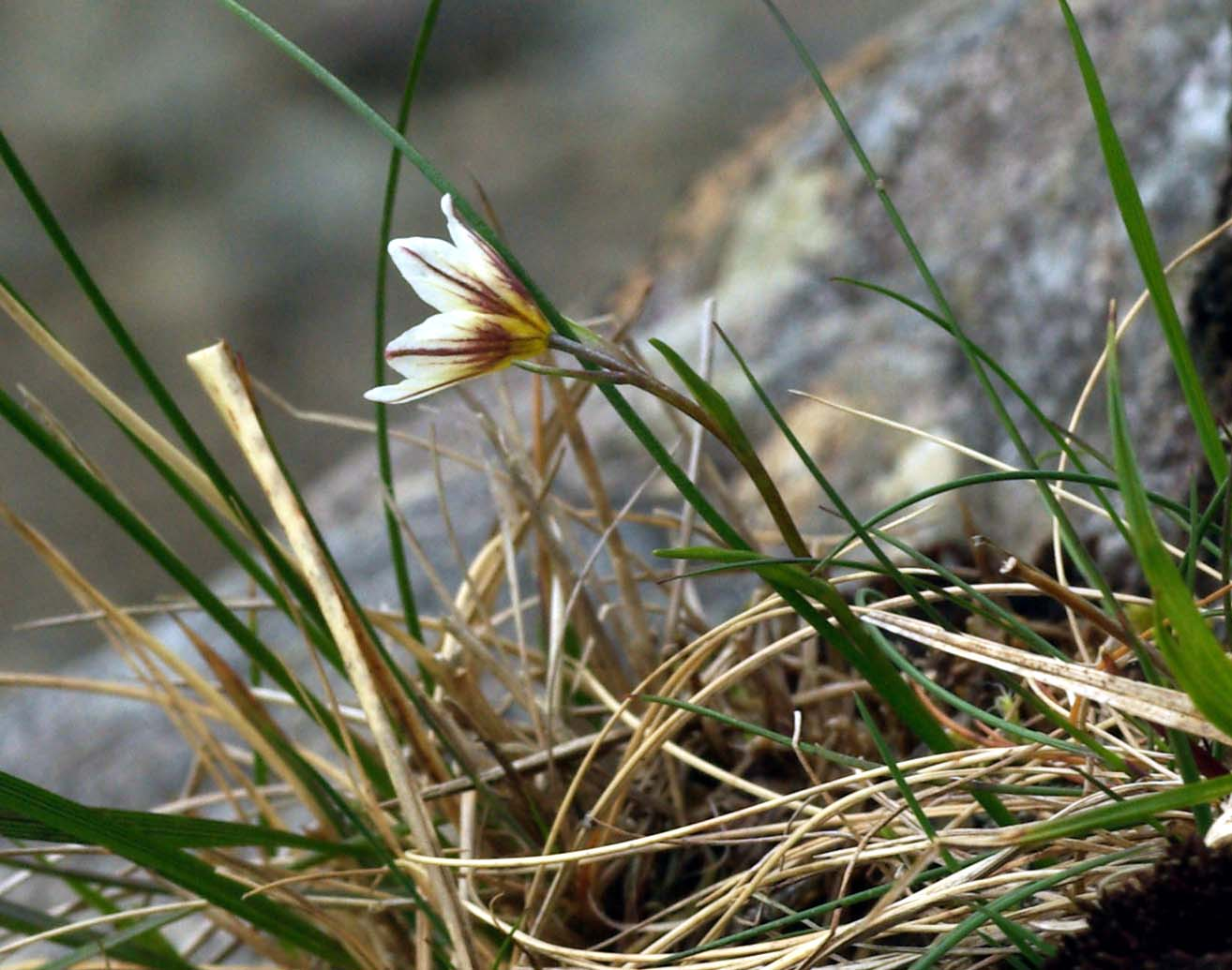